# Johannes Evangelist Stigler
Johann(es) Evangelist Stigler (* 29. Dezember 1884 in Eschertshofen; † 22. September 1966 in Eichstätt) war ein römisch-katholischer deutscher Theologe. Er war von 1935 bis 1950 Regens des Eichstätter Priesterseminars und von 1935 bis 1958 Rektor des Bischöflichen Lyzeums bzw. der Bischöflichen Philosophisch-Theologischen Hochschule Eichstätt.

## Leben
Geboren wurde er als eines von 16 Kindern des Dürnbauern Franz Xaver Stigler (1840–1926) und Margaretha Stigler geb. Renner (1843–1917) aus Kirchenwinn. Er besuchte von 1891 bis 1896 die Werktagsschule in Dietkirchen und von 1896 bis 1905 das Königliche Humanistische Gymnasium zu Eichstätt, wo er das Absolutorium erlangte. Anschließend studierte er Philosophie und Theologie am Bischöflichen Lyzeum Eichstätt. Nach seiner Priesterweihe in Eichstätt am 29. Juni 1910 war er zunächst Aushilfspriester in Königstein, dann Hauskaplan in Neunstetten, dort zuletzt als Pfarrprovisor und Lokalschulinspektor. 1912 war er für zwei Monate 1. Kooperator in Wemding. Ab 30. September 1912 wirkte er als Assistent am Bischöflichen Seminar in Eichstätt. Als solcher war er zuständig für die Wirtschaftsführung des Knabenseminars, des Alumnats und Priesterseminars sowie des Bischöflichen Lyzeums. Bei Ausübung dieses Amtes und in zeitweiser Beurlaubung hiervon studierte er Mathematik und Physik, und zwar  im Sommersemester 1916 an der Ludwig-Maximilians-Universität München und vom Wintersemester 1916/17 bis einschließlich Sommersemester 1919 an der Friedrich-Alexander-Universität Erlangen. An letzterer hatte er 1918/19 eine Assistentenstelle am Physikalischen Institut inne und leitete das Physikalische Praktikum. 1919 wurde er zum Dr. phil. an der  Universität Erlangen promoviert; in seiner Dissertation beschäftigte er sich mit der Optik des Claudius Ptolemaeus.
Am 20. September 1919 wurde er mit Wirkung zum 1. Oktober 1919 zum außerordentlichen Professor für Mathematik und Physik am Bischöflichen Lyzeum Eichstätt (1924 umbenannt in Bischöfliche Philosophisch-theologische Hochschule) ernannt und trat zur gleichen Zeit der Deutschen Physikalischen Gesellschaft bei. 1922 wurde er Mitglied der Technischen Nothilfe und war zeitweise deren Eichstätter Ortsgruppenführer bzw. stellvertretender Ortsgruppenführer; 1936 wurde er mit dem Goldenen Ehrenzeichen der Technischen Nothilfe ausgezeichnet. Am 24. Dezember 1924 ernannte ihn der Bischof  von Eichstätt zum ordentlichen Professor für Mathematik und Physik an seiner Hochschule. Stigler hielt Vorlesungen aus der Experimentalphysik und der Höheren Mathematik, mehrmals auch Vortragsreihen über drahtlose Telegraphie und Telephonie, 1926/27 ein Collegium publicum über Elektrizität. 1922 begründete er im Seminar eine meteorologische Station, an der er bis 1955  mehr als 35 00 Beobachtungsgänge absolvierte. Am 28. Oktober 1933 wurde er zum Bischöflichen Geistlichen Rat ernannt.
Eine neue Aufgabe kam auf ihn zu, als er am 22. November 1935 provisorisch, am 18. Dezember 1935 endgültig zum Regens des Eichstätter Priesterseminars bestellt wurde und gleichzeitig, wie an der Eichstätter Bischöflichen Hochschule üblich, das Amt des Rektors übernahm. Bemerkenswerterweise entwickelte er von da an eine rege Sammeltätigkeit über das Studenten- und Hochschulwesen, insbesondere über den bis 1935 existierenden Cartellverband der katholischen deutschen Studentenverbindungen (CV), dem er seit seinem Studium in Erlangen angehörte, und den bis zum Verbot 1938 existierenden „Verband Alter CVer“ (VACV). Als die staatlichen theologischen Fakultäten durch das nationalsozialistische Regime geschlossen wurden, nahm die Eichstätter Hochschule als bischöfliche, und daher durch den Staat nicht antastbare Einrichtung, erheblich an Bedeutung zu, denn mehrere Diözesen, vor allem die süddeutschen, schickten ihre Theologiestudenten dorthin. So wuchs die Hörerzahl von 168 im Studienjahr 1931/32 auf 621 im Studienjahr 1949/40 – trotz der 1939 entzogenen staatlichen Anerkennung. Stigler hatte für das Unterkommen, die tägliche Verpflegung und für ein ausreichendes Lehrangebot zu sorgen. Ab 1939 musste er sich mehrmals NSDAP- und Gestapo-Verhören unterziehen; seine Unterzeichnung des Bekenntnisses der deutschen Professoren zu Adolf Hitler vom November 1933, also zu einer Zeit, als nicht vorhersehbar war, wohin das Dritte Reich sich entwickeln würde, zeigte keine wie auch immer geartete Wirkung. Am 23. April 1939 wurde Stigler zum Päpstlichen Hausprälaten ernannt. Im letzten Kriegssemester 1944/45 weilten zusätzlich 100 litauische Theologiestudenten, die vor den russischen Besetzern ihrer Heimat geflohen waren, im Eichstätter Seminar – angesichts der an sich schon sehr schwierigen Belegungs- und Verpflegungssituation eine weitere Herausforderung an das Organisationsgeschick Stiglers. Am 24. April 1945 leistete er zwei Männern, die wegen Behinderung einer Brückensprengung von SS-Leuten an einem Baum vor den Toren des Seminars erhängt wurden, den letzten seelsorgerlichen Beistand.
Ende 1945 reichte Stigler beim Eichstätter Bischof ein Rücktrittsgesuch ein, das dieser ablehnte. So musste Stigler weiterhin Regens bleiben, und zwar bis zum 1. Oktober 1950, Rektor und Professor sogar noch acht Jahre länger bis zum 30. April 1958. Wieder war eine schwierige Lage zu meistern: Nachdem am 8. Oktober 1945 der Nachkriegs-Vorlesungsbetrieb begonnen hatte, waren bis 1951 wegen weitgehender Zerstörung der Universitätsgebäude in München und Würzburg an der Eichstätter Hochschule staatliche Lehraufträge für die Grundsemester in Jurisprudenz, Medizin, Naturwissenschaften, Forstwissenschaften, Kunstwissenschaft und Technik zu erfüllen. Den Höhepunkt der Hörerfrequenz brachte das Wintersemester 1947/48 mit 508 Studenten. Die schwere Arbeitslast führte 1951 zu einer ernsthaften Erkrankung Stiglers, er musste sich nach München in eine Klinik begeben. Er genas wieder und nahm seine Aufgaben erneut wahr. Am 7. März 1955 erhielt er das Verdienstkreuz Erster Klasse des Verdienstordens der Bundesrepublik Deutschland und am 15. Dezember 1959 den Bayerischen Verdienstorden. Im Juni 1966 erkrankt, erholte sich Stigler nicht mehr und starb. Er wurde auf dem Eichstätter Ostenfriedhof begraben.
Stigler war seit 1916 ordentliches Mitglied der katholischen Studentenverbindung K.D.St.V. Gothia Erlangen und seit 1934 Ehrenmitglied (Bandphilister) der K.D.St.V. Langobardia München (heute in Bayreuth) sowie seit 1957 der K.D.St.V. Franco-Raetia zu Würzburg. Er war Gründer bzw. Mitgründer der K.D.St.V. Aureata Eichstätt, die 1951 nach München übersiedelte, und 1958 der K.D.St.V. Alcimonia an der Bischöflichen Pädagogischen Hochschule Eichstätt.
Die studentenhistorische Sammlung Stiglers, gebunden in über 100 Sammelbänden, ist weitgehend im Besitz des Eichstätter CV-Zirkels und befindet sich im Diözesanarchiv Eichstätt. Der übrige Nachlass wird in der Universitätsbibliothek Eichstätt verwahrt.

## Ehrungen
- 1933: Bischöflicher geistlicher Rat
- 1939: Päpstlicher Hausprälat
- 1936: Goldenes Ehrenzeichen der Technischen Nothilfe
- 1955: Verdienstkreuz (Steckkreuz) der Bundesrepublik Deutschland
- 1959: Bayerischer Verdienstorden

## Werke
- Dissertation von Johannes Evangelist Stigler: Die Optik des Claudius Ptolemaeus. Erlangen 1919, OCLC 633480307
- Bischöfliches Seminar und Hochschule Eichstätt. Weltkrieg 1939–1945. Chronologische Aufzeichnungen. Teil 1: 25.8.1939–25.9.1939, Teil 2: 30.9.1939–18.3.1941, Teil 3: 26.4.–7.6.1944 (Schreibmaschinen-Manuskript im Nachlass)
- Gründungsgeschichte der KDStV Aureata. 2 Folgen [Schreibmaschinen-Manuskript im Diözesanarchiv Eichstätt]
- (Zusammen mit anderen): K.D.St.V.-Aureata Eichstätt (Bayern). 1 Bl. Eichstätt 1947 [später nachgedruckt]
- Chronologie der Schicksale des CV … 1933 bis 1938. Zur Vorgeschichte der Gründung der KDStV Aureata Eichstätt-München. In: Aureaten-Blatt 1 vom 31. März 1957
- Chronologie über das Wiedererstehen des CV 1945–1947, die Neugründung der 1. aktiven CV-Verbindung Aureata nach dem 2. Weltkrieg, am 7. Febr. 1947, die 1. allg. CV-Tagung in Eichstätt/Bayern am 19./20. Juli 1947. In: Aureaten-Blatt 2 vom 1. November 1959
- Zur Geschichte Aureatas [Auszug]. In: Helmut Wolff (Redaktion): Festgabe an die Kath. Dt. Studentenverbindung Aureata zu ihrem 15. Stiftungsfest. 1962, S. 7 f.
- Die Studentenverbindungen an der Alma Mater Eystettensis… In: 400 Jahre Collegium Willibaldinum Eichstätt. Eichstätt 1964, OCLC 37757726, S. 108, Fußnote 61
- Tischrede des Hochw. Herrn Prälaten Dr. Johannes Stigler, langjährigen Regens und Rektors. In: Andreas Bauch (Hrsg.): Gedenkschrift zur Vierjahrhundertfeier des Collegium Willibaldinum in Eichstätt vom 19. bis 22. Juli 1964. Eichstätt 1965, OCLC 67961353, S. 93.